# Ana Ortiz
Ana Ortiz (Manhattan, New York, 25 januari 1971) is een Amerikaanse zangeres, film- en televisieactrice, het meest bekend door haar rol in de telenovelle Ugly Betty.
Ze groeide op in Philadelphia. Haar vader was er het eerste raadslid van Puerto Ricaanse afkomst. Haar moeder werkt met autistische kinderen in Manhattan en heeft er een gaarkeuken. Als kind wilde ze ballerina worden, en volgde 8 jaar lang les hierin. Toen schakelde ze over naar zingen en ging les volgen aan de Fiorello H. LaGuardia High School of Music & Art and Performing Arts in New York en de University of the Arts in Phildelphia.
In het begin van haar carrière speelde ze in wat toneelstukken in New York, en werd zo ontdekt als actrice. Op televisie speelde ze kleinere rolletjes in NYPD Blue, Dr. Quinn, Medicine Woman, Everybody Loves Raymond, Boston Legal en ER.
In september 2006 kreeg ze een rol in 'Ugly Betty', die ze vertolkte tot het einde van de reeks in 2010. Ze speelde hierin Betty's zus Hilda, tevens de moeder van Justin. Tijdens de audities mikte ze eerst zelf op de rol van Betty. Ortiz speelde van 2013 tot en met 2016 in Devious Maids.
In 2018 sprak Ortiz de stem in van Ballet Mom voor de Disney animatiefilm Ralph Breaks the Internet.